# Саобраћај у Турској
Турска је велика земља, махом смештена у Малој Азији, крајње западном делу Азије, али крајње северозападни део земље припада крајњем југоистоку Европе. Земља има изузетно повољан саобрајно-прометни положај између ова два континента, који се налазе веома близу у области Истанбула (раздвојени Босфором и Дарданелима). Овим мореузима Турска затвара област Црног мора и путем тога одређује поморски промет свих земаља у његовом залеђу. Поре тога, Турска има дугу морску обалу. Захваљујући томе, претеча савремене Турске, Османско царство, управљало је сувоземним прометом између Истока и Запада, а ову могућност користи и савремена Турска. Данас је ова земља у времену брзог осавремењавања, а што се очитује и по развоју саобраћаја.
Турска има развијен друмски, железнички, ваздушни и водни саобраћај. Највећи саобраћајни чворови су нова и стара престоница, Анкара и Истанбул, а веза између ова два града је саобраћајна „кичма“ земље.

## Железнички саобраћај
Погледати: државно предузеће за железницу - Турске Државне Железнице
По подацима из 2005. године укупна дужина железничке мреже у домену јавног саобраћаја у Турској је 10.984 km, од чега је 2.336 km електрификовано. Све пруге су стандардне ширине колосека (1.435 mm). Железничка мрежа је тренутно у обнови, а предвиђа се и њено проширење у будућности. Највећи пројект је изградња железничког тунела испод Босфора (тзв. Мармарај), адруги значајни пројекти су изградња неколико брзих железница, од којих је најзначајнија Истанбул - Анкара - Конија. Но, све је то данас у плановима.

Због промене престоница током прве половине 20. века и веома изразитог планинског рељефа, који дели земљу на низ ужих области, нису постојале могућности за стварање великог железничког чворишта, па данас постоји низ мањих железничких чворишта. Међутим, и поред свог положаја на самом ободу Турске Истанбул је и даље најважнији у железничком саобраћају у држави. Од Истанбула кећу возови ка:
- северу: Букурешт, Кишињев
- северозападу: Једрене, Софија, Београд
- западу: Солун
- југозападу: Измир
- југу: Адана, Конија, Газиантеп, Дамаск
- истоку: Анкара, и преко ње до Ерзурума, Дијарбекира, Трабзона

Градска железница је присутна у свим већим градовима Турске. Метро систем постоји у Истанбулу (погледати: Истанбулски метро), Анкари, Измиру и Бурси, а тренутно се гради у Адани. Превоз трамвајима и градском приградском железницом је присутан у много већем броју градова.

Железничка веза са суседним земљама:
- Грчка - да
- Бугарска - да
- Грузија - не, али у изградњи
- Јерменија - да, ван употребе због политичких разлога
- Иран - да, али помоћу железничког ферибота преко језера Ван
- Ирак - не
- Сирија - да

## Друмски саобраћај
Укупна дужина путева у Турској у 2004. години била је 426.906 km, од чега је са чврстом подлогом 177.550 km (при чему се под овим подразумевају и веома лоши путеви путеви типа макадама). Дужина савремених ауто-путева и других путева са 4 траке је 1.892 km, мало спрам величине земље, па су магистрални путеви најважнији у земљи. Њихова укупна дужина је око 17.000 km. Путеви нижег ранга данас су у доста лошем стању и испод савремених мерила. Међутим, последње две деценије је уложено јако много средстава у осавремењавање и проширење мреже саобраћајница.
Магистрални путеви у Турској носе двозначну ознаку „Д-троцифрени број“. Они путеви који су правца исток-запад оначени су бројевима типа х00, а они север-југ су означени са х50.
Најважнији путеви у Турској су:
- Магистрални пут Д-100, граница са Бугарском - Једрене - Истанбул - Адапазари - Болу - Амасија - Ерзинџан - Ерзурум - граница са Ираном.
- Магистрални пут Д-200, Чанакале - Бурса - Ескишехир - Анкара - Кирикале - Сивас - Ерзинџан.
- Магистрални пут Д-300, Чешме - Измир - Афион - Конија - Невшехир - Кајсери - Малатија - Елазиг - Ван.
- Магистрални пут Д-400, Фетије - Анталија - Алања - Мерсин - Адана - Газиантеп - Санлиурфа - граница са Ираком.
- Магистрални пут Д-550, Једрене - Чанакале - Измир - Ајдин - Мугла.
- Магистрални пут Д-650, Адапазари - Афион - Бурдур - Анталија.
- Магистрални пут Д-750, Зонгулдак - Анкара - Аксарај - Тарзус.
- Магистрални пут Д-850, Уње - Сивас - Малатија - Газиантеп - граница са Сиријом.
- Магистрални пут Д-950, граница са Грузијом - Ерзурум - Дијарбекир - Мардин - граница са Сиријом.

Ауто-путеви у Турској носе двозначну ознаку „О-број“. Сваки број је везан за поједину покрајину Турске, кроз коју пролази.
Савремени ауто-путеви су на трасама:
- Ауто-пут О-1, унутрашња ауто-путна заобилазница око Истанбула.
- Ауто-пут О-2, спољашња ауто-путна заобилазница око Истанбула.
- Ауто-пут О-3, Једрене - Истанбул.
- Ауто-пут О-4, Истанбул - Анкара.
- Ауто-пут О-20, ауто-путна заобилазница око Анкаре.
- Ауто-пут О-21, Анкара - Адана, у изградњи.
- Ауто-пут О-30, ауто-путна заобилазница око Измира.
- Ауто-пут О-31, Измир - Ајдин.
- Ауто-пут О-32, Измир - Чешме.
- Ауто-пут О-33, ауто-путна заобилазница око Бурсе.
- Ауто-пут О-50, ауто-путна заобилазница око Адане.
- Ауто-пут О-51, Мерсин - Османије.
- Ауто-пут О-52, Адана - Газиантеп.
- Ауто-пут О-53, Османије - Искендерун.
- Ауто-пут О-54, ауто-путна заобилазница око Газиантепа.

## Водени саобраћај
Труска је приморска земља са излазом на чак 4 мора (Црно, Мраморно, Егејско и Средоземно), на два важна мореуза (Босфор и Дарданели) и са веома дугом обалом. Традиционално, поморски саобраћај је био развијен у пределу Босфора и Дарданела захваљујући свом прометном значају. Овде је веома значајан превоз фериботима између обала Европе и Азије. За ралику од овог дела турске обале, већи део земље остао је континенталан, затворен високим планинама од мора, тако да је дуго било мало значајних лука у Турској. Дана су најпознатије луке:
- Црно море: Трабзон, Самсун, Зонгулдак
- Мраморно море: Гемлик, Истанбул, Измит
- Егејско море: Измир
- Средоземно море: Искендерун, Мерсин, Анталија

Саобраћај рекама у Турској је слабо развијен, иако је дужина пловних река око 1.200 km. Разлог томе је што је већина река плитка, посебно током летњих суша, а многе су и планинске, брзе и са великим падом.

## Гасоводи и нафтоводи
Гасовод: 4.621 km (2006. г.)
Нафтовод: 3.543 km (2006. г.)

## Ваздушни транспорт
Будући да је Турска велика земља са великим прометним могућностима, ако и бројним туристичким одредиштима, ваздушни саобраћај има већи значај него у другим земљама.
У Турској постоји велики број авио-предузећа, од којих је најпознатије и највеће државно предузеће Теркиш ерлајнс.
У држави постоји 117 званично уписаних аеродрома 2007. године, од чега 90 са чврстом подлогом (погледати: Аеродроми у Турској). 48 аеродрома је уврштено на листу међународних аеродрома са IATA кодом (IATA Airport Code). Најпознатији од њих су:
- Међународни аеродром „Ататурк“ у Истанбулу - IST
- Међународни аеродром „Сабиха Гокчен“ у Истанбулу - SAW
- Међународни аеродром „Есенбога“ у Анкари - ESB
- Међународни аеродром „Аднан Мендерес“ у Измиру - ADB
- Аеродром „Шакирпаша“ у Адани - ADA
- Аеродром „Анталија“ у Анталији - AYT
- Аеродром „Дијарбекир“ у Дијарбекиру - DIY
- Аеродром „Огузели“ у Газиантепу - GZT
- Аеродром „Трабзон“ у Трабзону - TZX
- Међународни аеродром „Даламан“ између Мармариса и Бодрума - DLM

Најважније ваздухопловно чвориште у држави, већ и у овом делу света, је Истанбул са два велика аеродрома (Ататурк, Сабиха Гокчен). Аеродром „Ататурк“ је старији, већи и важнији. Он се налази 15 km западно од средишта Истанбула. Други по значају је "Есенбога“ у Анкари. После тога најпрометнији су аеродроми који опслужују туристичка одредишта на турској ривијери (Анталија, Бодрум, Мармарис, Кушадаси), код којих доминира промет током летњег дела године.
У Турској је 2007. године забележено 18 хелиодрома.